# Baltic Exchange
Le Baltic Exchange (ou la Bourse Baltique en français) est une bourse du fret maritime mondial. Il gère la publication de plusieurs indices références dans le domaine du transport maritime, offrant ainsi une référence pour le règlement de contrats à terme d'affrètement.

## Histoire
La Bourse Baltique fut fondée au milieu du XVIIIe siècle par Stephanos Ralli et Michel Rodocanachi. Le nom "Baltic Exchange" a été utilisé pour la première fois au café Virginia & Baltick de la rue Threadneedle en 1744. La société fut enregistrée en tant que société privée à responsabilité limitée en 1900. 

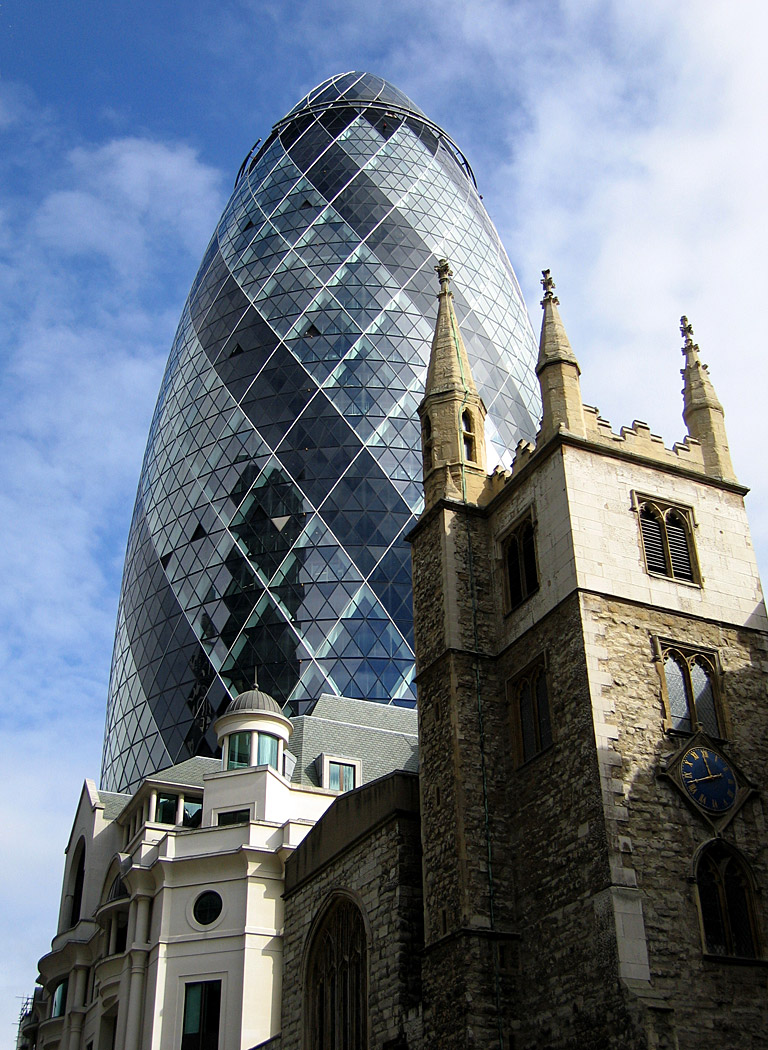
Le siège du Baltic Exchange, à Londres

Son siège historique est à Londres, et deux autres bureaux se sont ouverts: l'un à Singapour en 2007, et l'autre à Shanghai en 2013.

### BIFFEX
Le BIFFEX (Baltic International Freight Futures Exchange en anglais) était une bourse basée à Londres et couvrant les contrats d'affrètement à terme basés sur le Baltic Freight Index (BFI). Le BIFFEX gérait les transactions de contrats à terme de transport de vrac sec dès 1985, et connut quelques succès les premières années. Les contrats étaient réglés par le International Commodity Clearing House (ICCH), actuel LCH.Clearnet (London Clearing House en anglais).
Un contrat à terme fut également introduit en 1986, sans connaitre grand succès. Il fut rapidement suspendu. Par la suite, les volumes de transactions de contrats à terme pour le vrac sec baissèrent année après année, jusqu'à que toutes les transactions cessent en 2001, dû à un défaut de liquidité de la bourse d'échange.  
De même, des options sont négociées sur le BIFFEX à partir de 1990, mais la faiblesse des volumes échangés conduit à un arrêt des transactions, et les options sont de-listées.   
Le Baltic Exchange se cantonne désormais à publier de l'information, ne faisant plus office de chambre de compensation.   

### Attentat terroriste de l'IRA
Le 10 avril 1992, un attentat à la bombe par l'IRA provisoire ravage le Baltic Exchange à la Cité. Trois civils sont tués dans l'explosion.
Les transactions continuent néanmoins à la Lloyds de Londres, puis dans l'ancien palais du Baltic Exchange.

## Description
La Bourse Baltique publie quotidiennement des indices des prix d'affrètements internationaux de navires transportant des commodités et des matières premières. Ces indices permettent aux armateurs, affréteurs, négociants et investisseurs d'estimer les prix du fret sur certaines routes et pour certaines tailles de navires. Ces indices servent aussi souvent de base aux négociations de forwards d'affrètement (Forward Freight Agreements en anglais, ou FFAs), lesquels servent d'instruments financiers de couverture des risques et de spéculation.  

Aujourd'hui, la totalité des transactions sont effectuées de gré à gré (souvent au téléphone à travers des courtiers maritimes), ou réglés sur des plateformes hybrides comme: Imarex ASA (qui fait partie du Norwegian Futures and Options Clearing House, NOS) ou encore SSY/GlobalCoal, qui font office de chambre de compensation.  

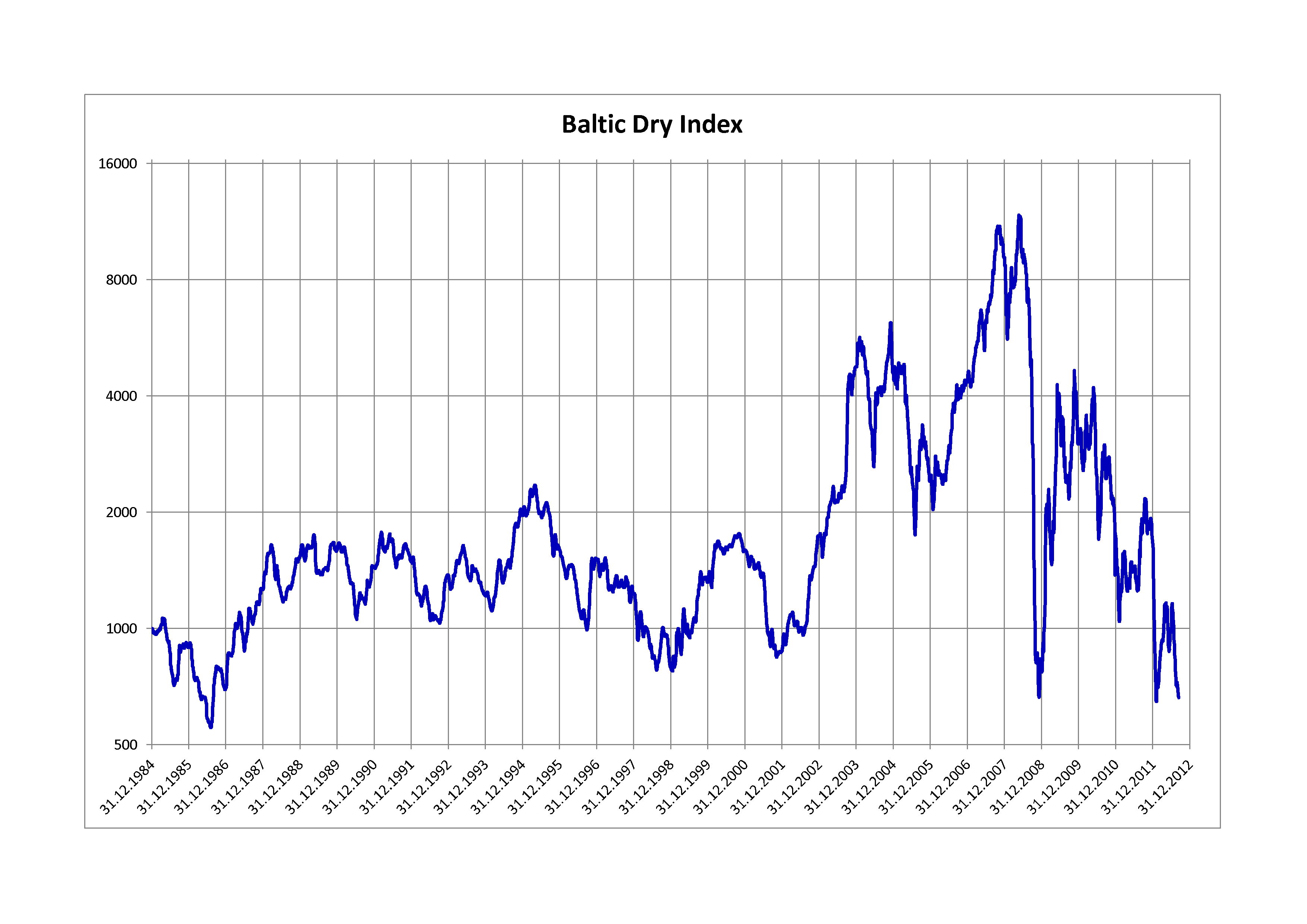
Baltic Dry Index (BDI)

Les indices publiés par la Bourse Baltique couvrent des cargos de vrac sec et liquide, et sont basés sur les taux de règlement reportés sur les marchés correspondants : 
- Baltic Dry Index (BDI) ;
- Baltic Panamax Index (BPI) ;
- Baltic Capesize Index (BCI) ;
- Baltic Capesize Index 172,000 (BCI 172,000) ;
- Baltic Supramax Index (BSI) ;
- Baltic Handysize Index (BHSI) ;
- Baltic Dirty Tanker Index (BDTI) ;
- Baltic Clean Tanker Index (BCTI) ;
- Baltic Exchange Panamax - Asia (BEP - Asia) ;
- Baltic Exchange Supramax - Asia (BES - Asia) ;
- Baltic Exchange Tanker Routes - Asia (BITR Asia) ;
- Baltic Exchange Liquid Petroleum Gas (BLPG) ;
- Baltic Exchange Sale & Purchase Assessments (BSPA).

En 2014, le Baltic Exchange a également lancé le Shipping Centre Index en partenariat avec l'agence de presse chinoise Xinhua.

## Gouvernance
Environ 600 sociétés engagées dans le secteur du transport maritime sont membres du Baltic Exchange. Certaines d'entre elles sont actionnaires du Baltic Exchange. Ces actionnaires et représentants des membres élisent un conseil d'administration, qui peut aller jusqu'à 15 membres.
En 2025/26, le président est Guy Hindley, et le chef exécutif Mark Jackson.